# Sundborn
Sundborn ist ein Ort (tätort) in der schwedischen Provinz Dalarnas län und der historischen Provinz Dalarna. Der Ort liegt 14 Kilometer nordöstlich von Falun und gehört zur Gemeinde Falun.
Sundborn ist vor allem bekannt durch das Anwesen Carl Larsson-gården des Malers Carl Larsson, der hier um die Wende 19./20. Jahrhundert lebte. Sein Wohnhaus Lilla Hyttnäs (kleine Hütte), das noch so erhalten ist wie zu seinen Lebzeiten, kann besichtigt werden. Daneben erinnern vor allem die Kirche vom 1755, für die Carl Larsson Dekorationen gemalt hat, und das Versammlungshaus, in dem sich elf von Carl Larsson gemalte Porträts von Ortseinwohnern befinden, an den Maler. Viele seiner Bilder haben Motive aus Sundborn.

## Persönlichkeiten
- Anders Lindstedt (1854–1939), Mathematiker und Astronom
- Mia Stadig (* 1966), Biathletin
- Fredrik Croneborg (* 1980), Triathlet und Ironman-Sieger

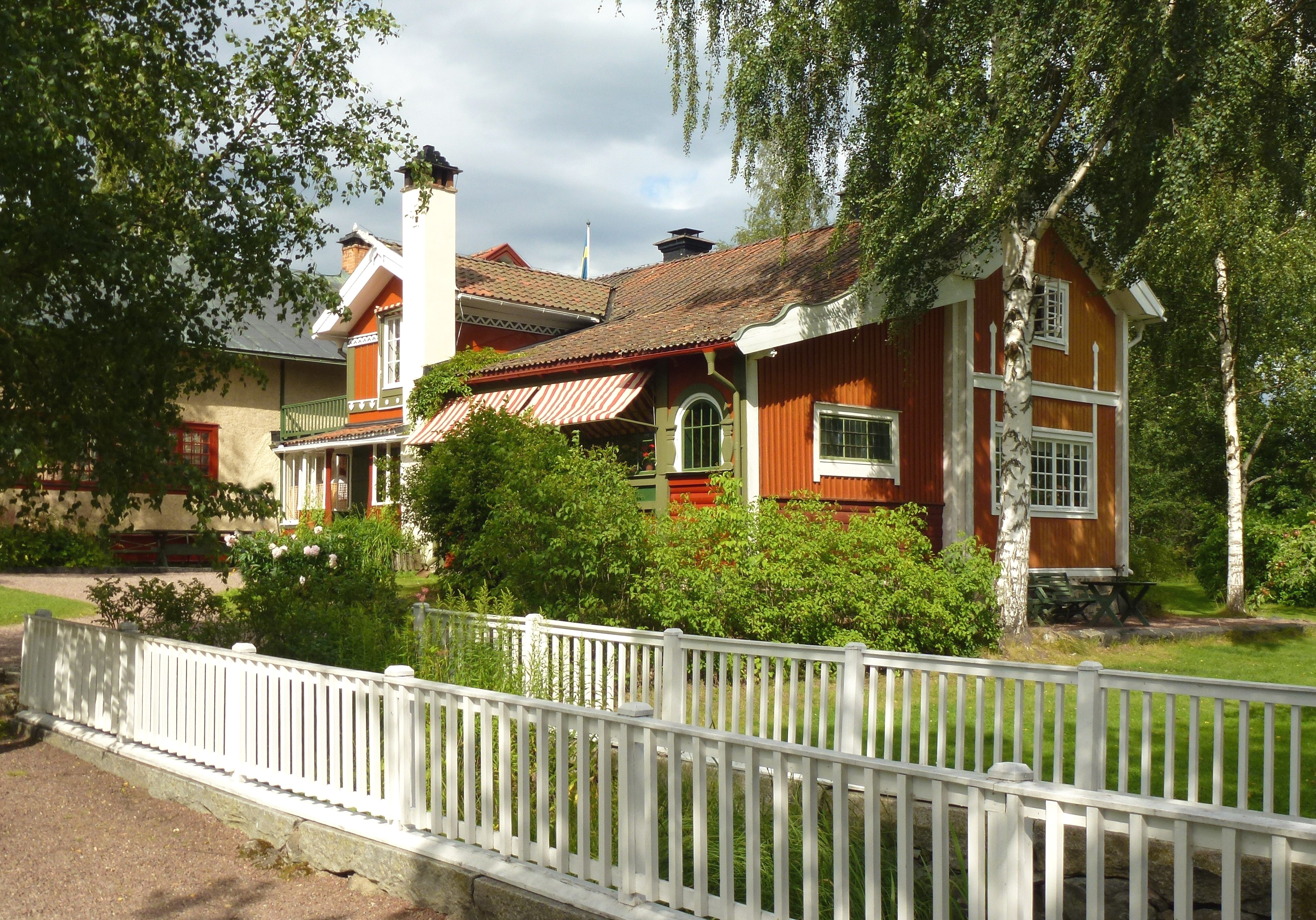
Carl Larssons Haus …
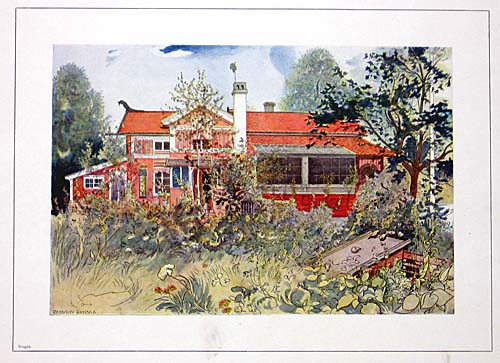
… von ihm gemalt
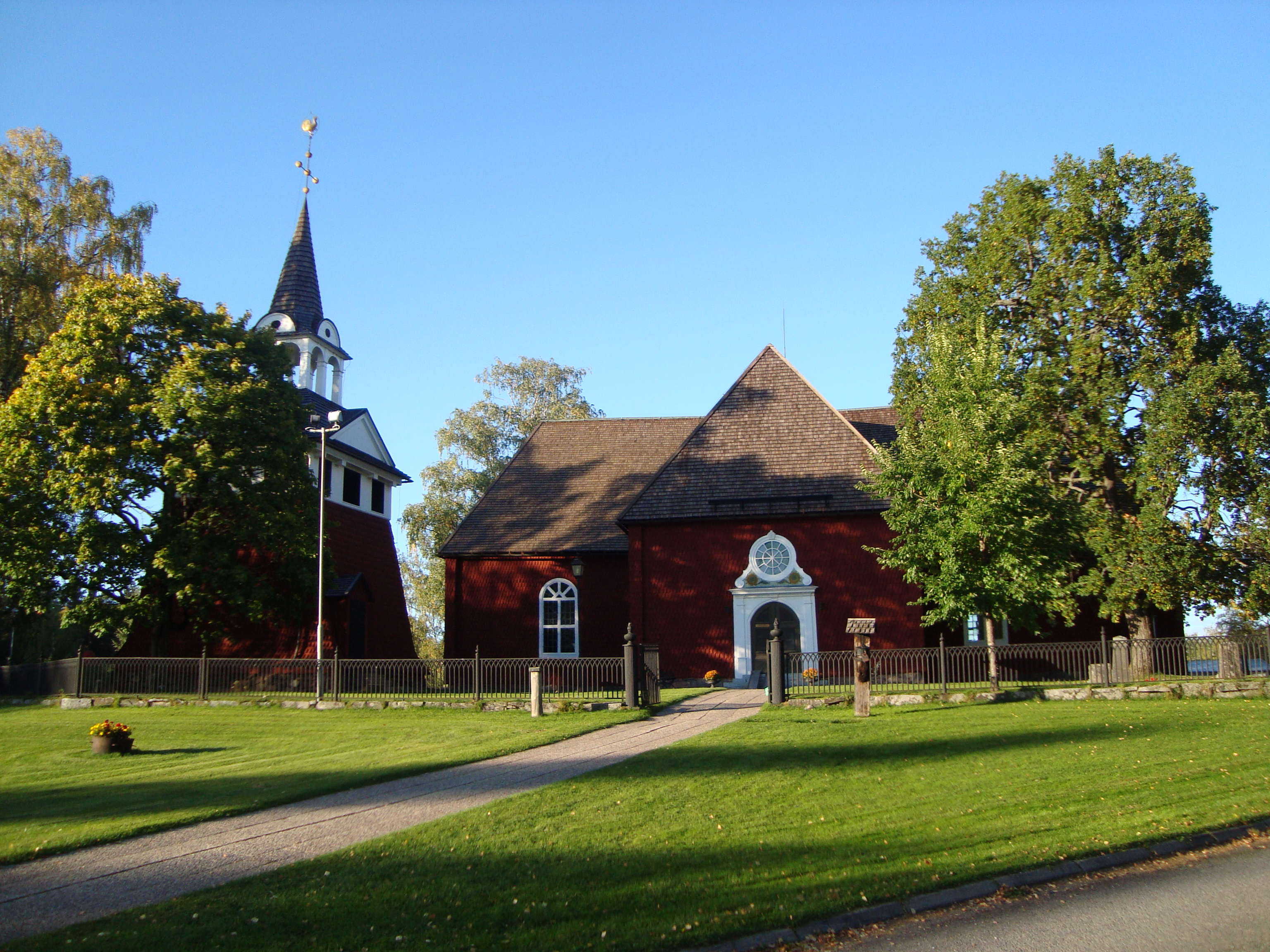
Sundborgs Kirche …
… von Larsson gemalt